# Теофилопулос, Иоаннис
Иоаннис Теофилопулос (греч. Ιωάννης Θεοφιλόπουλος; 1790, Лангадия — 1885, Афины) — греческий моряк, участник Освободительной войны Греции 1821—1829 годов, чьё имя стоит в историографии рядом с именами капитанов брандеров Димитриоса Папаниколиса и Константина Канариса.

## Биография
Необычным в биографии этого моряка является тот факт, что он родился и вырос в далёкой от морских традиций горной глубинке полуострова Пелопоннес, в селе Лангадия, епархия Гортиния, ном Аркадия.
Нет информации когда и как он стал моряком, но к началу Греческой революции 1821 года, Теофилопулос был среди экипажей острова Псара и имел кличку Цакалос (греч. Τσάκαλος — шакал. Здесь имеет значение твёрдолобый, упрямый) и Каравояннос (греч.Καραβόγιαννος — свободный перевод: «Яннис не сходящий на берег»). Теофилопулос был рулевым первого брандера войны, который под командованием Д. Папаниколиса сжёг 27 мая 1821 года в бухте Эрессос, остров Лесбос турецкий фрегат, что положило начало эпопее греческих брандеров
. Мужество пелопоннесца Теофилопулоса было отмечено заявлением парламента острова Псара, от 6 июня 1821 года.
Теофилопулос принял участие во всех операциях псариотов вдоль малоазийского побережья до входа в Дарданеллы, у островов Тенедос и Самос, у Кассандра (полуостров).
В феврале 1822 года Теофилопулос принял участие в морском сражении без победителей, у города Патры, где флотом псариотов командовал Николис Апостолис.
В марте — мае того же года Теофилопулос принял участие в двух походах к острову Хиос.
Канарис говорил что Теофилопулос служил безвозмездно и уходил от раздоров. После резни на Хиосе (см. Хиосская резня), Канарис, задавшись целью отомстить туркам, призвал Теофилопулоса рулевым на свой брандер. 6 июня 1822 года брандер Канариса, с рулевым Теофилопулосом, сжёг турецкий флагман на рейде Хиоса. Роль Теофилопулоса в этом деле имела решающаее значение. Последними с брандера спрыгнули Теофилопулос и Канарис.
В августе 1822 года Теофилопулос вернулся на Пелопоннес и продолжил своё участие в войне на суше, воюя под командованием военачальников К. Делияннис и Теодороса Колокотрониса.
После освобождения Теофилопулос был назначен начальником милиции в городе Триполи (1830).
В 1865 году, принимая участие в комитете переписи живых участников Освободительной войны, Теофилопулос подписывает сертификаты как майор.
Умер Теофилопулос в глубокой бедности, в 1885 году, в своём родном селе.

## Память
- На настенной росписи в зале Элефтериоса Венизелоса греческого парламента, группа немецких художников в 1836 году, основываясь на работе немецкого скульптора Людвига Шванталера, изобразила Теофилопулоса знаменосцем рядом с Канарисом.
- В стихотворении Теодороса Фалез-Колокотрониса Теофилопулос описывается следующим образом:

Был горным львом он

 дельфином в море 

 при имени его тряслись 

 и турки и в Алжире.

- В 1976 году ВМФ Греции назвал его именем одно из двух, построенных в Перама,  Пирей, судов обслуживания маяков — «Каравояннос» (А-479) (ΠΦΑ ΚΑΡΑΒΟΓΙΑΝΝΟΣ (Α-479))[6].
- В селе Лангадия установлен бюст Теофилопулоса, работы греческого скульптора Ясона Пападимитриу.